# Saint-Léonard (Canada)
Saint-Léonard è un comune del Canada, situato nella provincia del Nuovo Brunswick. Si trova sulla riva orientale del fiume Saint John, di fronte alla città di Van Buren (Maine), alla quale è collegato tramite il ponte Saint Leonard–Van Buren.
Saint-Léonard fu una volta una città popolare, durante il periodo del proibizionismo negli Stati Uniti, poiché era facile contrabbandare alcolici verso la città di Van Buren.
L'economia della città è basata sulla coltivazione di patate e sull'attività di una segheria. Saint-Léonard è ufficialmente bilingue ma vi predomina la comunità francofona. 
Il 30 giugno 2008 un camion carico di 21 milioni di api ribaltò vicino alla città. Questo incidente fu il primo del genere per il Nuovo Brunswick.